# Lluïsa Moret i Sabidó
Lluïsa Moret i Sabidó   (Barbastre, 1965) és una psicòloga, especialitzada en psicologia social, i política catalana, afiliada al Partit dels Socialistes de Catalunya (PSC). Actualment és l'alcaldessa de Sant Boi de Llobregat des de 2014 i presidenta de la Diputació de Barcelona des de juliol de 2023.

## Biografia
Nascuda a Barbastre el 1965, Lluïsa Moret aviat marxà a viure al barri de Vinyets de Sant Boi de Llobregat. Va estudiar BUP i COU a l'Institut Joaquim Rubió i Ors. Després es llicencià en Psicologia a la Universitat de Barcelona, el 1989, i posteriorment realitzà un Màster en Tècniques d'Investigació Social (UB 1992-1994) i un Màster en Estudis de les Dones i Polítiques de Gènere (DUODA/UB 1996-1998).
Abans d'entrar en política, Moret va dedicar-se tant al sector públic com al privat, especialitzant-se en disseny i implementació de programes estratègics i serveis de caràcter social i comunitari. També va dirigir òrgans públics en l'àmbit de Programes Transversals de cicle de vida i gènere.
Entre 2007 i 2014 fou Tinenta d'alcalde de Benestar i Ciutadania.
El 10 de maig de 2014, després de la renúncia de Jaume Bosch, Lluïsa Moret fou escollida com a nova alcaldessa de Sant Boi de Llobregat. El PSC i Iniciativa per Catalunya Verds (ICV), que havien arribat a un acord de govern a l'inici del mandat l'any 2011, van votar a favor del seu nomenament amb 14 vots. En canvi, el Partit Popular i Plataforma per Catalunya van votar als seus candidats (Marina Lozano, 5 vots, i David Parada, 3, respectivament). Posteriorment, Lluïsa Moret va ser confirmada com a candidata a l'alcaldia del PSC per a les eleccions municipals de 2015.
El 24 de maig de 2015 el PSC va guanyar les eleccions municipals a Sant Boi de Llobregat i van aconseguir 10 regidors. Així, el 13 de juny d'aquell mateix any, Moret va ser reelegida com a alcaldessa gràcies als vots a favor dels 10 regidors del PSC i 4 d'ICV. Ambdós partits, posteriorment, van fer un acord de govern.
A les eleccions municipals del 26 de maig de 2019, el PSC, altra vegada amb Lluïsa Moret com a alcaldable, va guanyar per majoria absoluta (13 escons). Posteriorment, van reeditar l'acord de govern amb el partit SBeC-ECG (anteriorment ICV).
Actualment, Moret continua exercint com a alcaldessa de Sant Boi de Llobregat, ja que compta amb 16 regidors del PSC aconseguits en les darreres eleccions de 2023. A més compta amb el suport de 2 regidors de SBeC-ECG, amb els quals tenen un acord de govern.
Després de les eleccions municipals, va obtenir l'acta de diputada a la Diputació de Barcelona i el 13 de juliol de 2023 va ser investida presidenta després de la renúncia de Núria Marín.
El 2025 fou inclosa a la llista Forbes de les 100 dones més influents de Catalunya.

## Obres
- Els Programes europeus com a suport a les polítiques municipals d'igualtat d'oportunitats, juntament amb Enric Rios i Rios, a Materials del Baix Llobregat. Sant Feliu de Llobregat, núm. 4 (1998), p. 48-50 : il.